# 610
| [ Edytuj tabelę ]          |                                         |
| Cesarz Bizancjum           | - 602 Fokas 610 - 610 Herakliusz 641    |
| Cesarz Chin                | - 604 Sui Yangdi 618                    |
| Król Essexu                | - 604 Saebert 616                       |
| Król Franków               | - 584 Chlotar II 629                    |
| Król Franków w Austrazji   | - 595 Teudebert II 612                  |
| Cesarz Japonii             | - 592 Suiko 628                         |
| Król Kentu                 | - 560 Ethelbert I 616                   |
| Patriarcha Konstantynopola | - 607 Tomasz I 610 - 610 Sergiusz I 638 |
| Władca Korei               | - 590 Yŏngyang 618                      |
| Król Longobardów           | - 590 Agilulf 616                       |
| Papież                     | - 608 Bonifacy IV 615                   |
| Król Persji                | - 590 Chosrow II Parwiz 628             |
| Król Wizygotów             | - 603 Witeryk 610 - 610 Gundemar 612    |

Rok 610 / DCX
stulecia: VI wiek ~
VII wiek ~
VIII wiek

lata: 600 «
605 «
606 «
607 «
608 «
609 «
610
» 611
» 612
» 613
» 614
» 615
» 620

## Wydarzenia
- 5 października – Herakliusz obalił Fokasa i został nowym cesarzem wschodniorzymskim.
- Pierwsze objawienie Mahometa - początek Islamu.
- Św. Kolumban Młodszy, opat z Luxeil i Bobbio, został skazany na wygnanie z Galii z Burgundii. Wyroku nie udało się wykonać.

## Zmarli
- 5 października - Fokas, cesarz wschodniorzymski, zamordowany